# Бирка (комуна)
Бирка (рум. Bârca) — комуна у повіті Долж в Румунії. До складу комуни входить єдине село Бирка.
Комуна розташована на відстані 204 км на захід від Бухареста, 42 км на південь від Крайови.

## Населення
За даними перепису населення 2002 року у комуні проживали 4411 осіб.
Національний склад населення комуни:
| Національність   | Кількість осіб | Відсоток |
| ---------------- | -------------- | -------- |
| румуни           | 3496           | 79,3%    |
| цигани           | 912            | 20,7%    |
| угорці           | 1              | < 0,1%   |
| росіяни-липовани | 1              | < 0,1%   |

Рідною мовою назвали:
| Мова      | Кількість осіб | Відсоток |
| --------- | -------------- | -------- |
| румунська | 3955           | 89,7%    |
| циганська | 456            | 10,3%    |

Склад населення комуни за віросповіданням:
| Релігія       | Кількість осіб | Відсоток |
| ------------- | -------------- | -------- |
| православні   | 4404           | 99,8%    |
| бретрени      | 3              | 0,1%     |
| римо-католики | 1              | < 0,1%   |
| п'ятдесятники | 1              | < 0,1%   |
| мусульмани    | 1              | < 0,1%   |